# تاریخ اندیشه مسیحی در مورد آزار و شکنجه و مدارا
تاریخ اندیشه مسیحی در مورد آزار و شکنجه و مدارا (انگلیسی: History of Christian thought on persecution and tolerance) تاریخ اندیشه مسیحی از ابتدا شامل مفاهیمی از شمولیت و انحصار است که در اعصار مختلف به گونه‌ای متفاوت درک شده و به کار گرفته شده‌اند و به اعمال آزار و شکنجه و مدارا منجر شده‌اند. مسیحیت اولیه اندیشه هویت مسیحی را تثبیت کرد، بدعت را تعریف کرد، خود را از چندخداپرستی و یهودیت جدا کرد و مافوق‌گرایی را اختراع کرد. در قرن‌ها پس از تبدیل شدن مسیحیت به دین رسمی روم، برخی از محققان می‌گویند مسیحیت به دین آزاردهنده تبدیل شد. برخی دیگر می گویند تغییر رهبری مسیحی باعث آزار و اذیت پیگن‌ها (غیر مسیحی و یهودی) نشد و آنچه خشونت اندک رخ داد عمدتاً متوجه مسیحیان غیر ارتدوکس بود.